# Presidente da Confederação Helvética
O Presidente da Confederação Helvética é eleito por um ano pela Assembleia Federal Suíça que é formada pela reunião do Conselho Nacional e pelo Conselho dos Estados. O presidente dirige as reuniões do Conselho Federal Suíço, que é composto por sete membros, e toma a decisão em caso de igualdade de votos, e é um Primus inter pares, mas não tem mais poder que os outros neste sistema colegial.
O presidente também tem as funções de representatividade da confederação perante os outros países e dentro da Suíça.
O costume para ascender a esta função entra em linha de conta com a antiguidade dentro e implica assim que tenha trabalhado sobre a presidência dos colegas eleitos antes dele.